# Jess Barker
Jess Barker (Greenville, 4 giugno 1912 – Los Angeles, 8 agosto 2000) è stato un attore statunitense.

## Vita privata
Dal 1944 al 1954 Barker fu il primo marito dell'attrice Susan Hayward, dalla quale ebbe due figli gemelli.

## Filmografia parziale

### Cinema
- Il sentiero del pino solitario (The Trail of the Lonesome Pine), regia di Henry Hathaway (1936)
- Se non ci fossimo noi donne...! (Government Girl), regia di Dudley Nichols (1943)
- Fascino (Cover Girl), regia di Charles Vidor (1944)
- Dinamite bionda (Keep Your Powder Dry), regia di Edward Buzzell (1945)
- Questo nostro amore (This Love of Ours), regia di William Dieterle (1945)
- La strada scarlatta (Scarlet Street), regia di Fritz Lang (1945)
- Se ci sei batti due colpi (The Time of Their Lives), regia di Charles Barton (1946)
- Passo falso (Take One False Step), regia di Chester Erskine (1949)
- Il regno del terrore (Reign of Terror), regia di Anthony Mann (1949)
- Il bisbetico domato (Marry Me Again), regia di Frank Tashlin (1953)
- I dragoni dell'aria (Dragonfly Squadron), regia di Lesley Selander (1954)
- Kentucky Rifle, regia di Carl K. Hittleman (1955)
- La spiaggia delle conchiglie (Shack Out on 101), regia di Edward Dein (1955)
- Fascino e perfidia (Three Bad Sisters), regia di Gilbert Kay (1956)
- The Peacemaker, regia di Ted Post (1956)
- Passi nella notte (The Night Walker), regia di William Castle (1964)
- La Gemma indiana (Murph the Surf), regia di Marvin J. Chomsky (1975)
- Sudden Death, regia di Eddie Romero (1977)

### Televisione
- Squadra mobile (Racket Squad) – serie TV (1951)
- Crown Theatre with Gloria Swanson – serie TV (1954)
- Adventures of the Falcon – serie TV (1954)
- The Whistler – serie TV, episodio 1x05 (1954)
- Scienza e fantasia (Science Fiction Theatre) – serie TV, episodio 1x03 (1955)
- The Silent Service – serie TV (1957)
- Perry Mason – serie TV (1961-1965)
- Adam-12 – serie TV (1972)
- O'Hara United States Treasury – serie TV (1972)